# بوسير
بوسير قرية ريفية تابعة لبلدية بني ونيف بولاية بشار الجزائرية، هذه القرية التي تبعد عن مقر الولاية بشار بـ 180 كم
اغلب سكان هذه المنطقة نزحوا الى مدينة بني ونيف في السبعينات والثمانينات ...كما أنها كانت معقلا للمجاهدين أثناء حرب التحرير 
أوصلت بطريق معبد سنة2010، يستفيد سكانها من الخدمات التربوية و الصحية، مدرستها (مدرسة موسي أحمد ) تحتوي على 6 أقسام و مطعم و مسكن للمعلمين، يدرس بها 5 اساتذة لغة عربية واستاذ لغة فرنسيةواستاذ لغة انجلزية واستاذرياضة، كانت هذه المدرسة إداريا إلى أقدم مدرسة بالولاية
و يتعلق الأمر بابتدائية بوزادة العيد لتي أنشئت سنة 1912 م
كما تتبع للمقاطعة الأولى التي اشرف عليها المقتش بلمامون الزبير
منذ يناير 2004 إلى غاية 2012/12/31